# Bertolai de Laon
Bertolai de Laon, aussi orthographié Bertolais de Laon, est un trouvère picard du XIIe siècle, originaire de Laon,.